# Tibesti
Tibesti, situat în Republica Ciad din nordul Africii, este o regiune muntoase fascinantă și pustie. Aici se află cele mai înalte masive muntoase sahariene, vârfurile lor cele mai înalte depășind 3.000 m.

## Geologie
Structura geologică a regiunii Tibesti are o istorie îndelungată: deșertul este așezat pe un scut precombrian. Vârsta rocilor formate în acea perioadă depășește chiar un miliard de ani.
Formațiunile stâncoase mai vechi au fost acoperite de numeroase straturi de bazalt și de riolit, mult mai recente, formate din
lava scursă din vulcani. Acest proces a durat din Oligocen până în perioada cuaternară.